# Anantnath

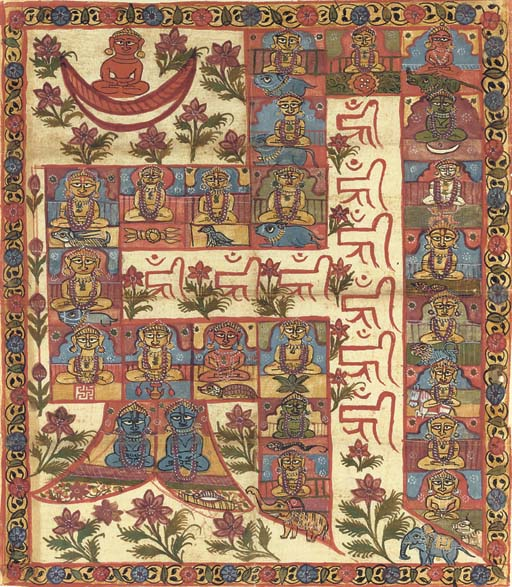
Les vingt-quatre Tirthankaras, peinture sur tissu du XIXe siècle.

Anantnath appelé aussi Ananta est le quatorzième Tirthankara de notre époque, le quatorzième Maître éveillé du jaïnisme. Il est né à Ayodhya en Inde dans l'Uttar Pradesh actuel, et, a atteint le nirvana au Mont Sammeda dans l'état du Jharkhand. Ses parents étaient roi et reine, et lui aussi pris la couronne avant de devenir ascète et moine pour le salut de son âme et pour atteindre le moksha. Son nom signifie: infini; il lui a été conféré car dans le ventre de sa mère, ses parents lui pressentait entre autres des qualités infinies. Du reste sa sagesse était telle, une fois adulte, que de nombreux rois venaient le consulter pour avoir de ses conseils. Il y a deux symboles animaliers; les shvetambaras croient que le faucon le représente ; les digambaras l'ours.